# Villar del Olmo
Villar del Olmo é um município da Espanha na província e comunidade autónoma de Madrid, de área 27,78 km² com população de 1752 habitantes (2004) e densidade populacional de 63,07 hab/km².

## Demografia
| Variação demográfica do município entre 1991 e 2004 | Variação demográfica do município entre 1991 e 2004 | Variação demográfica do município entre 1991 e 2004 | Variação demográfica do município entre 1991 e 2004 |
| --------------------------------------------------- | --------------------------------------------------- | --------------------------------------------------- | --------------------------------------------------- |
| 1991                                                | 1996                                                | 2001                                                | 2004                                                |
| 497                                                 | 1010                                                | 1587                                                | 1752                                                |